# (2927) Alamosa
(2927) Alamosa est un astéroïde de la ceinture principale.

## Description
(2927) Alamosa est un astéroïde de la ceinture principale. Il fut découvert le 5 octobre 1981 à la station Anderson Mesa par Norman G. Thomas. Il présente une orbite caractérisée par un demi-grand axe de 2,53 UA, une excentricité de 0,17 et une inclinaison de 17,0° par rapport à l'écliptique.

## Compléments